# Port d'Ieïsk
Le port d'Ieïsk est un port maritime dans le sud de la Russie sur la mer Noire.

## Histoire
Il se situe dans l'estuaire de la Eïa.
Une première jeté existe en 1777 et le port est fondé en 1848 par le prince Mikhaïl Semionovitch Vorontsov sur ordre du tsar, il joue un rôle important dans l'exportation de produits agricoles (blé, laine, etc.). Dans les années 1870, l'ouverture de la ligne de chemin de fer Rostov – Vladikavkaz puis la construction du port de Novorossiïsk en 1880 entraînent le déclin du port de commerce de Ieïsk, mais l'activité du port de pêche se développe.

## Infrastructures et installations
Les marchandises sont le charbon, les métaux laminés, les céréales et les produits agricoles et parmi les facilités du port figure la Société de réparation navale Azov. Pouvant être pris par les glaces entre novembre et mars il dispose du brise-glasse Capitaine Kroutov.

De nuit.
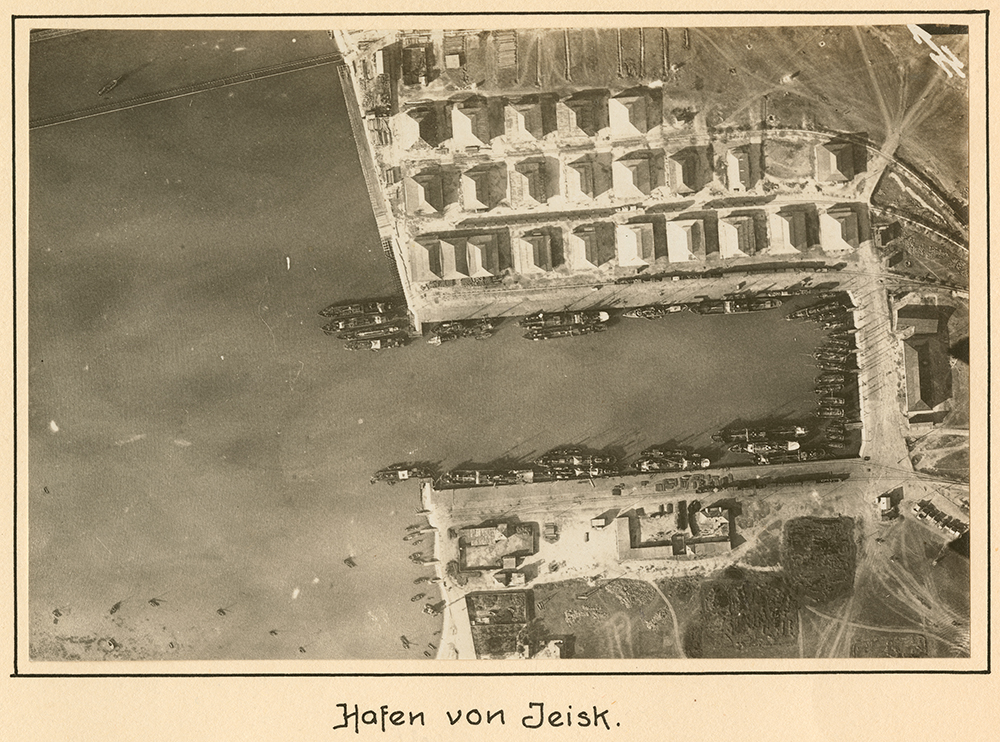
Vue aérienne en 1918.